# Ciclismo ai Giochi della XIX Olimpiade - Chilometro a cronometro
La prova del Chilometro a cronometro di ciclismo su pista dei Giochi della XIX Olimpiade si svolse il 17 ottobre 1968 al Velódromo Olímpico Agustín Melgar di Città del Messico, in Messico.

## Classifica
| Pos.    | Atleta                   | Nazione           | Tempo 200 m. | Tempo 400 m. | Tempo 600 m. | Tempo 800 m. | Tempo Finale | Media Oraria |
| ------- | ------------------------ | ----------------- | ------------ | ------------ | ------------ | ------------ | ------------ | ------------ |
| Oro     | Pierre Trentin           | Francia           | 16"00        | 27"80        | 39"80        | 52"00        | 1'03"91      | 56,330       |
| Argento | Niels Fredborg           | Danimarca         | 16"80        | 28"50        | 40"20        | 52"70        | 1'04"61      | 55,722       |
| Bronzo  | Janusz Kierzkowski       | Polonia           | 15"90        | 27"20        | 39"40        | 51"50        | 1'04"63      | 55,704       |
| 4       | Gianni Sartori           | Italia            | 16"60        | 28"20        | 40"10        | 52"40        | 1'04"65      | 55,687       |
| 5       | Roger Gibbon             | Trinidad e Tobago | 15"70        | 27"20        | 39"20        | 52"00        | 1'04"66      | 55,678       |
| 6       | Leijn Loevesijn          | Paesi Bassi       | 17"10        | 28"50        | 40"20        | 52"70        | 1'04"84      | 55,523       |
| 7       | Jocelyn Lovell           | Canada            | 16"00        | 27"50        | 39"90        | 52"50        | 1'05"18      | 55,233       |
| 8       | Serhiy Kravtsov          | Unione Sovietica  | 16"80        | 28"20        | 40"10        | 52"60        | 1'05"21      | 55,208       |
| 9       | José Pittaro             | Argentina         | 16"00        | 27"60        | 39"70        | 52"40        | 1'05"57      | 54,906       |
| 10      | Heinz Richter            | Germania Est      | 16"30        | 28"10        | 39"90        | 52"70        | 1'05"61      | 54,872       |
| 10      | Herbert Honz             | Germania Ovest    | 16"90        | 27"30        | 40"40        | 52"80        | 1'05"61      | 54,872       |
| 12      | Jackie Simes             | Stati Uniti       | 16"40        | 28"10        | 39"80        | 52"20        | 1'05"67      | 54,822       |
| 13      | Luis Barrufa             | Uruguay           | 15"90        | 29"10        | 40"70        | 53"30        | 1'06"27      | 54,325       |
| 14      | Hilton Clarke            | Australia         | 16"80        | 28"60        | 40"60        | 53"60        | 1'06"45      | 54,179       |
| 15      | Miloš Jelínek            | Cecoslovacchia    | 16"00        | 27"90        | 40"00        | 53"60        | 1'06"52      | 54,122       |
| 16      | Brendan McKeown          | Gran Bretagna     | 17"60        | 29"30        | 41"40        | 54"00        | 1'06"56      | 54,085       |
| 17      | Tibor Lendvai            | Ungheria          | 16"30        | 28"30        | 40"60        | 53"50        | 1'06"65      | 54,016       |
| 18      | Dirk Baert               | Belgio            | 16"80        | 28"70        | 40"80        | 54"00        | 1'07"34      | 53,462       |
| 19      | Sanji Inoue              | Giappone          | 16"50        | 28"70        | 40"90        | 54"40        | 1'07"54      | 53,304       |
| 20      | Edwin Torres             | Porto Rico        | 17"20        | 29"10        | 41"10        | 54"70        | 1'07"65      | 53,217       |
| 21      | José Mercado             | Messico           | 16"80        | 28"80        | 41"50        | 54"80        | 1'07"97      | 52,964       |
| 22      | Jupp Ripfel              | Svezia            | 17"30        | 29"30        | 41"90        | 55"10        | 1'08"65      | 52,442       |
| 23      | Raimo Suikkanen          | Finlandia         | 17"50        | 29"80        | 42"90        | 56"10        | 1'08"92      | 52,235       |
| 24      | Raúl Marcelo Vázquez     | Cuba              | 17"90        | 30"20        | 42"70        | 54"20        | 1'08"96      | 52,204       |
| 25      | Jorge Hernández          | Colombia          | 16"80        | 29"00        | 41"80        | 55"00        | 1'09"24      | 51,995       |
| 26      | Kim Gwang-Seon           | Corea del Sud     | 16"50        | 28"90        | 41"90        | 55"20        | 1'09"40      | 51,875       |
| 27      | Kensley Reece            | Barbados          | 17"20        | 29"10        | 41"70        | 55"60        | 1'09"90      | 51,503       |
| 28      | Rolando Guaves           | Filippine         | 17"20        | 29"50        | 42"50        | 56"20        | 1'10"02      | 51,414       |
| 29      | Pakanit Boriharnvanakhet | Thailandia        | 17"30        | 29"70        | 42"80        | 56"60        | 1'10"66      | 50,950       |
| 30      | Fan Yue-Tao              | Taiwan            | 16"70        | 28"80        | 42"10        | 56"70        | 1'11"13      | 50,630       |
| 31      | Aubrey Bryce             | Guyana            | 18"20        | 30"30        | 43"70        | 57"60        | 1'12"73      | 49,500       |
| 32      | Tarek Abou Al Dahab      | Libano            | 19"70        | 33"40        | 47"60        | 1:02"40      | 1'16"18      | 42,256       |